# Свети Пафнутије Затворник
Пафнутије Затворник монах Кијево-Печерског манастира, затворник, светитељ, живео у 13. веку. Православни светитељ, који се прославља 15. (28.) фебруара и 28. августа (10. септембра).

## Житије
У његовом житију стоји да је цео живот непрестано плакао и уздисао. Говорио је о времену одвајања душе од тела, како ће Анђели и духови злобе окружити човека, показати сва његова дела - добра и зла, подсећати га на све његове мисли и жеље, које је заборавио и које није сматрао грехом.
Преподобни Пафнутије пустињак затражио је да буде зазидан у ћелију, добровољно се одрекао света и његових задовољстава у потпуности. Према обичају Печерске лавре, пустињаци су свакодневно остављали на прозору чашу воде и корицу хлеба. Ако су хлеб и вода остали нетакнути, знали би да је монах који тамо живи већ умро.
Мошти Монаха Пафнутија почивају у Теодосијевим (Далеким) пећинама Лавре [2] поред моштију Мојсија Чудотворца, Илариона Шимника и недалеко од подземне Цркве Благовештења Пресвете Богородице.